# Sueño electro II
Sueño electro II es el quinto álbum de estudio de la banda mexicana Belanova, y es la segunda mitad del proyecto Sueño electro. La banda confirmó a través de su página oficial que sería lanzado el 6 de septiembre de 2011. También reveló que el álbum estaba compuesto por diez temas, los cuales fueron grabados la misma vez que se grabó Sueño Electro I.
"Todo mi amor" había sido confirmado como el primer sencillo del álbum, después un video de la canción fue filmado en el Instituto Tecnológico y de Educación Superior de Monterrey. Sin embargo, la banda anunció «Mariposas» como el primer sencillo oficial del álbum en mayo de 2011. "Todo mi amor" se filtró posteriormente en Internet pocos días después del lanzamiento del primer sencillo. "Tic toc", a dueto con la cantante rusa del grupo T.A.T.u. Lena Katina, fue lanzado como segundo sencillo del álbum al mismo tiempo que se lanzó con el video musical en septiembre del 2011. Por último la canción "Hasta el final" fue lanzado como el tercer y último sencillo del álbum en noviembre de ese mismo año.

## Lista de canciones
El Tracklist Oficial Fue Anunciado Por Belanova el día 26 de julio de 2011.Belanova Facebook page
| N.º | Título                            | Duración |  |
| 1.  | «Mariposas»                       | 3:47     |  |
| 2.  | «Flash Eléctrico»                 | 3:31     |  |
| 3.  | «Todo Mi Amor»                    | 3:37     |  |
| 4.  | «Hasta el final»                  | 3:50     |  |
| 5.  | «Infame»                          | 3:37     |  |
| 6.  | «Luna»                            | 3:36     |  |
| 7.  | «Aquí»                            | 3:50     |  |
| 8.  | «Dulce Amor»                      | 3:14     |  |
| 9.  | «Tic Toc (featuring Lena Katina)» | 4:14     |  |
| 10. | «Mariposas Sussie 4 Remix»        | 3:57     |  |
| 11. | «Mariposas (Capri Remix)»         | 4:13     |  |

| Deluxe Edition (DVD) |                                           |          |  |
| N.º                  | Título                                    | Duración |  |
| 1.                   | «Nada De Más [Closed-Captioned]»          | 3:35     |  |
| 2.                   | «No Me Voy a Morir [Closed-Captioned]»    | 4:08     |  |
| 3.                   | «Rosa Pastel [Live @ Acceso Total]»       | 3:07     |  |
| 4.                   | «Nada De Más [Live @ Acceso Total]»       | 3:25     |  |
| 5.                   | «Baila Mi Corazón [Live @ Acceso Total]»  | 3:58     |  |
| 6.                   | «No Me Voy a Morir [Live @ Acceso Total]» | 4:00     |  |
| 7.                   | «Y Mi Corazón… [Live @ Acceso Total]»     | 3:19     |  |
| 8.                   | «Por Ti [Live @ Acceso Total]»            | 3:49     |  |
| 9.                   | «Entrevista Con Belanova»                 | 6:11     |  |

## Contenido
La nueva producción de Belanova contiene la segunda parte del proyecto Sueño Electro, la edición Deluxe contedrá un DVD documental sobre la gira Sueño Electro en USA, parte de un concierto grabado en USA,y conntendrá el CD de 11 temas cuyos dos son remixes de "Mariposas" mezclas con Sussie 4 y Capri y un dúo con la cantante rusa Lena Katina exintegrante del mundialmente famoso dúo ruso t.A.T.u..
Su reciente sencillo "Hasta el final" da una idea de estar inspirado en una canción de Consuelo Velázquez "Amar y Vivir", compositora famosa por éxitos como "Bésame mucho", "Cachito" y "Yo no fui".